# نیکولا ژیگیچ
نیکولا ژیگیچ (صربی: Nikola Žigić؛ زادهٔ ۲۵ سپتامبر ۱۹۸۰) یک بازیکن فوتبال اهل صربستان است.

## تیم ملی
وی همچنین در تیم ملی فوتبال صربستان بازی کرده است.